# Julie Gavras
Julie Gavras (n. 1970) es una directora de cine francesa. Su primer filme como directora es La faute à Fidel!, que fue presentado en Francia en noviembre de 2006.

## Biografía
Hija del director de origen griego Costa-Gavras y de  Michèle Ray-Gavras, es hermana del director Romain Gavras (1981-).

## Trayectoria
Luego de graduarse en Literatura y Leyes, Julie Gavras se volcó al cine. Comenzó su carrera como asistente de dirección en Italia y Francia para comerciales, películas para televisión y cine. Ha trabajado con directores tan diversos como Robert Enrico, Claire Devers, Jacques Nolot, Alexandre Jardin, Camille de Casabianca, Roberto Faenza and Michele Soavi. También ha trabajado con su padre en la película dramática sobre la Segunda Guerra Mundial Amen. 
En 1988, dirigió un corto cinematográfico llamado Oh les beaux dimanches! producido en Marsella por Comic Strip. Dos años más tarde, dirigió su primer documental From Dawn to Night: Songs by Moroccan Women. Este último estaba basado en una obra de Alain Weber montada en el Teatro Bouffes du Nord en París durante el Festival d’Automne. En enero de 2002 presentó su segundo documental que fue presentad en Francia: El Pirata, la Bruja, el Ladrón y los Chicos (Le Corsaire, le magicien, le voleur et les enfants). Este film se centraba en un curso de estudiantes de nueve años que hacían una película en la escuela.
Julie Gavras ha dirigido también varios otros documentales para Arte y France 5.